# ایدیت وارتون
ایدیت وارتون (به انگلیسی: Edith Wharton) (زاده ۲۴ ژانویهٔ ۱۸۶۲ - درگذشته ۱۱ اوت ۱۹۳۷) یک نویسندهٔ داستان کوتاه، و طراح اهل ایالات متحده آمریکا بود. او به خاطر رمان عصر بی‌گناهی نخستین زنی شد که جایزه پولیتزر برای داستان را گرفت.

## کتابشناسی
رمان
- دره تصمیم (وادی تصمیم) (۱۹۰۲)
- خانه عیش (خانه خوشی) (۱۹۰۵)
- اتان فروم (۱۹۱۱)
- تابستان (۱۹۱۷)
- عصر بی‌گناهی (عصر معصومیت) (۱۹۲۰)
- در نیویورک قدیم (۱۹۲۴)

مجموعه داستان کوتاه
- لحظات بحرانی (۱۹۰۱)
- زاهد و زن وحشی (۱۹۰۸)
- داستان انسان و اشباح (۱۹۱۰)
- پیر دختر

نقد
- سفرنامه در مراکش (۱۹۲۰)
- داستان‌نویسی (۱۹۲۵)